# Gladys Egan

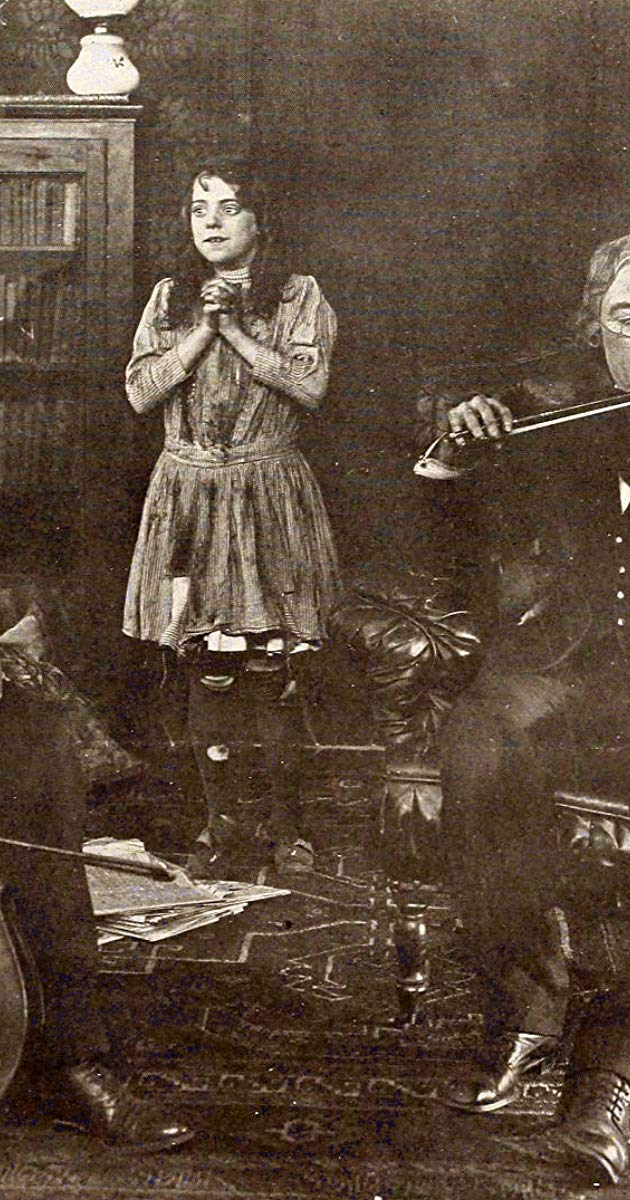
Gladys Egan en All for Her (1912).

Gladys Egan (24 de noviembre de 1905 – 3 de agosto de 1997) fue una actriz infantil estadounidense durante la era del cine mudo. Participó en 104 películas entre 1908 y 1914, incluyendo muchas producciones de D.W. Griffith.

## Filmografía seleccionada
- The Adventures of Dolly (1908)
- Romance of a Jewess (1908)
- In The Border States (1910)
- The Making of a Man (1911)
- The Painted Lady (1912)